# Mission: Impossible II (soundtrack)
Mission: Impossible II is de soundtrack van de film met dezelfde naam. Het album is uitgebracht op 9 mei 2000 door Hollywood Records. Op 13 juni 2000 bracht Hollywood Records nog een album uit met alleen de originele filmmuziek van Hans Zimmer.

## Music from and Inspired by
De eerste soundtrack bevat muziek van diverse artiesten waaronder Limp Bizkit, Metallica en Rob Zombie. De nummers komen en zijn geïnspireerd door de film en bevat verder de originele filmmuziek, gecomponeerd door Hans Zimmer. Het nummer "Take A Look Around (Theme From M:I-2)" van Limp Bizkit is gebaseerd op de bekende "Mission: Impossible Theme" van Lalo Schifrin. De nummers "Take A Look Around (Theme From M:I-2)", "I Disappear" en "Scum of the Earth" zijn ook op single uitgebracht. Het nummer van Limp Bizkit behaalde zowel in Nederland als in België de top 10 van de hitlijsten.

### Nummers
| Nr. | Titel                                 | Artiest(en)              | Duur |
| --- | ------------------------------------- | ------------------------ | ---- |
| 1   | Take A Look Around (Theme From M:I-2) | Limp Bizkit              | 5:20 |
| 2   | I Disappear                           | Metallica                | 4:26 |
| 3   | Scum Of The Earth                     | Rob Zombie               | 2:55 |
| 4   | They Came In                          | Butthole Surfers         | 4:42 |
| 5   | Rocket Science                        | Pimps                    | 3:30 |
| 6   | Have A Cigar                          | Foo Fighters & Brian May | 4:02 |
| 7   | Mission 2000                          | Chris Cornell            | 3:42 |
| 8   | Goin' Down                            | Godsmack                 | 3:23 |
| 9   | What U Lookin' At?                    | Uncle Kracker            | 5:12 |
| 10  | Backwards                             | Apartment 26             | 3:09 |
| 11  | Karma                                 | Diffuser                 | 3:16 |
| 12  | Alone                                 | Buckcherry               | 3:23 |
| 13  | Immune                                | Tinfed                   | 3:49 |
| 14  | My Kinda Scene                        | Powderfinger             | 4:26 |
| 15  | Carnival                              | Tori Amos                | 4:18 |
| 16  | Nyah                                  | Hans Zimmer              | 3:33 |
| 17  | Injection                             | Hans Zimmer              | 4:49 |
| 18  | Iko Iko                               | Zap Mama                 | 3:23 |

### NederlandseAlbum Top 100
| Hitnotering: 08-07-2000 t/m 16-09-2000 | Hitnotering: 08-07-2000 t/m 16-09-2000 | Hitnotering: 08-07-2000 t/m 16-09-2000 | Hitnotering: 08-07-2000 t/m 16-09-2000 | Hitnotering: 08-07-2000 t/m 16-09-2000 | Hitnotering: 08-07-2000 t/m 16-09-2000 | Hitnotering: 08-07-2000 t/m 16-09-2000 | Hitnotering: 08-07-2000 t/m 16-09-2000 | Hitnotering: 08-07-2000 t/m 16-09-2000 | Hitnotering: 08-07-2000 t/m 16-09-2000 | Hitnotering: 08-07-2000 t/m 16-09-2000 | Hitnotering: 08-07-2000 t/m 16-09-2000 | Hitnotering: 08-07-2000 t/m 16-09-2000 |
| Week:                                  | 1                                      | 2                                      | 3                                      | 4                                      | 5                                      | 6                                      | 7                                      | 8                                      | 9                                      | 10                                     | 11                                     |                                        |
| -------------------------------------- | -------------------------------------- | -------------------------------------- | -------------------------------------- | -------------------------------------- | -------------------------------------- | -------------------------------------- | -------------------------------------- | -------------------------------------- | -------------------------------------- | -------------------------------------- | -------------------------------------- | -------------------------------------- |
| Positie:                               | 59                                     | 37                                     | 34                                     | 33                                     | 35                                     | 32                                     | 34                                     | 37                                     | 46                                     | 57                                     | 75                                     | uit                                    |

### VlaamseUltratop 100Albums
| Hitnotering: 05-08-2000 t/m 07-10-2000 | Hitnotering: 05-08-2000 t/m 07-10-2000 | Hitnotering: 05-08-2000 t/m 07-10-2000 | Hitnotering: 05-08-2000 t/m 07-10-2000 | Hitnotering: 05-08-2000 t/m 07-10-2000 | Hitnotering: 05-08-2000 t/m 07-10-2000 | Hitnotering: 05-08-2000 t/m 07-10-2000 | Hitnotering: 05-08-2000 t/m 07-10-2000 | Hitnotering: 05-08-2000 t/m 07-10-2000 | Hitnotering: 05-08-2000 t/m 07-10-2000 | Hitnotering: 05-08-2000 t/m 07-10-2000 | Hitnotering: 05-08-2000 t/m 07-10-2000 |
| Week:                                  | 1                                      | 2                                      | 3                                      | 4                                      | 5                                      | 6                                      | 7                                      | 8                                      | 9                                      | 10                                     |                                        |
| -------------------------------------- | -------------------------------------- | -------------------------------------- | -------------------------------------- | -------------------------------------- | -------------------------------------- | -------------------------------------- | -------------------------------------- | -------------------------------------- | -------------------------------------- | -------------------------------------- | -------------------------------------- |
| Positie:                               | 35                                     | 23                                     | 19                                     | 18                                     | 22                                     | 25                                     | 25                                     | 29                                     | 29                                     | 42                                     | uit                                    |

## Music from the Ogiginal Motion Picture Score
De tweede soundtrack die werd uitgebracht op 13 juni 2000 bestaat bijna volledig uit de originele filmmuziek. De filmmuziek is gecomponeerd door Hans Zimmer. De bekende "Mission: Impossible Theme" dat oorspronkelijk van de gelijknamige televisieserie komt is gecomponeerd door Lalo Schifrin. De vocalist in de filmmuziek is de zangeres Lisa Gerrard. De filmmuziek bestaat voornamelijk uit symfonische rock en elektronische muziek met uitgezonderd van de nummers "Seville", "Nyah" en "Nyah and Ethan", die op de akoestische gitaar gespeeld zijn door Heitor Pereira.

### Nummers
| Nr. | Titel                     | Duur |
| --- | ------------------------- | ---- |
| 1   | Hijack                    | 4:09 |
| 2   | Iko Iko – Zap Mama        | 3:23 |
| 3   | Seville                   | 4:32 |
| 4   | Nyah (Film Version)       | 2:20 |
| 5   | Mission: Impossible Theme | 0:39 |
| 6   | The Heist                 | 2:22 |
| 7   | Ambrose                   | 2:37 |
| 8   | Bio-Techno                | 1:42 |
| 9   | Injection                 | 4:49 |
| 10  | Bare Island               | 5:30 |
| 11  | Chimera                   | 1:42 |
| 12  | The Bait                  | 1:00 |
| 13  | Mano A Mano               | 4:22 |
| 14  | Mission: Accomplished     | 1:44 |
| 15  | Nyah and Ethan            | 5:05 |